# جامع صقللي محمد باشا (قرقلر إيلي)
مسجد صقللي محمد باشا في قرقلر ايلي (بالتركية: Lüleburgaz Sokollu Mehmet Paşa Camii)‏ مسجد عثماني من القرن السادس عشر يقع في محافظة قرقلر ايلي شمال غرب تركيا.
تم بناء المسجد للوزير صقللي محمد باشا في 1569. وهو محاط بمجمع اجتماعي (بالتركية: külliye)‏ من نفس الاسم.